# Renault Alpine A110-50
Renault Alpine A110-50 (укр. Рено́ Альпі́н) — це концептуальний суперкар французького автовиробника Renault, який уперше з'явився на публіці у травні 2012 року перед Гран-прі Монако. Випуск моделі був приурочений до 50-річного ювілею легендарного спортивного автомобіля Alpine A110 Berlinette, що здобув потрійну перемогу в ралі 1971 року саме на етапі в Монте-Карло.

## Історія
Чутки щодо появи суперкара у Renault, імовірно під знаковою назвою Alpine, ходили з 2008 року. Остаточно проєкт оформився на початку 2012 і після дебюту в Монте-Карло його показали ще на кількох міжнародних автосалонах. Повністю ходовий концепт випущений в одному екземплярі і займає почесне місце в музеї історії Renault. Його презентація передувала анонсованому пізніше відродженню марки Alpine в рамках підприємства Société des Automobiles Alpine Caterham.

## Характеристики
Проєкт виконаний у новій стилістиці компанії, розробленій головою дизайнерського бюро Renault Лоренсом ван ден Акером. Дизайнером екстер'єру виступив Ян Жарсаль, який до того попрацював над Renault DeZir. Фактично з Alpine A110 новий суперкар ріднить лише назва й оригінальний колір «Alpine Blue». Як данину образу попередниці можна відзначити наявність у Renault Alpine A110-50 стилізованих жовтих протитуманних світлодіодних фар. Автомобіль являє собою двомісне спортивне купе, побудоване на платформі Renault Megane Trophy, оскільки розробкою концепту займався спортивний підрозділ французької компанії. Кузов, а також значна частина внутрішніх елементів виготовлені з вуглеволокна. Кермо було позичене з Formula Renault 3.5 і несе на собі кольоровий дисплей. Renault Alpine A110-50 комплектується мінімумом додаткових опцій, а салон виконаний у спартанському стилі. 3,5-літровий 24-клапанний атмосферний двигун V6 Renault V4Y встановлено позаду сидінь пілотів. Оснащений напівавтоматичною шестиступеневою секвентальною коробкою передач, він має потужність у 400 к.с. і крутний момент 422 Н•м. Завдяки деяким змінам, внесеним у конструкцію каркаса та кріплень у моторному відсіку, вдалося досягти майже ідеального розподілу ваги: 47,8% на передню та 52,2% на задню вісь. Специфічні 21-дюймові колеса з центральним кріпленням оснащені фірмовими амортизаторами Sachs і спортивним варіантом покришок від Michelin.